# 李茂春 (明鄭)
李茂春（？—1675年），字正青，福建省漳州府龍溪縣岱南人，明郑政治人物。

## 生平
從年輕時便跟隨鄭成功，時常往來廈門，任職參軍。明永曆十八年（1664年），廈門、金門被清軍攻下，遂隨鄭經來臺。
來臺之後，李茂春萌生退隱之意，遂於赤崁南郊築園隱居，念佛修行，時人稱其為「李菩薩」。李茂春與明鄭首席文臣陳永華是好友，而陳永華曾為其園子題名為「夢蝶園」，乃取莊周夢蝶之意，並作「夢蝶園記」，刻於碑上贈給李茂春。

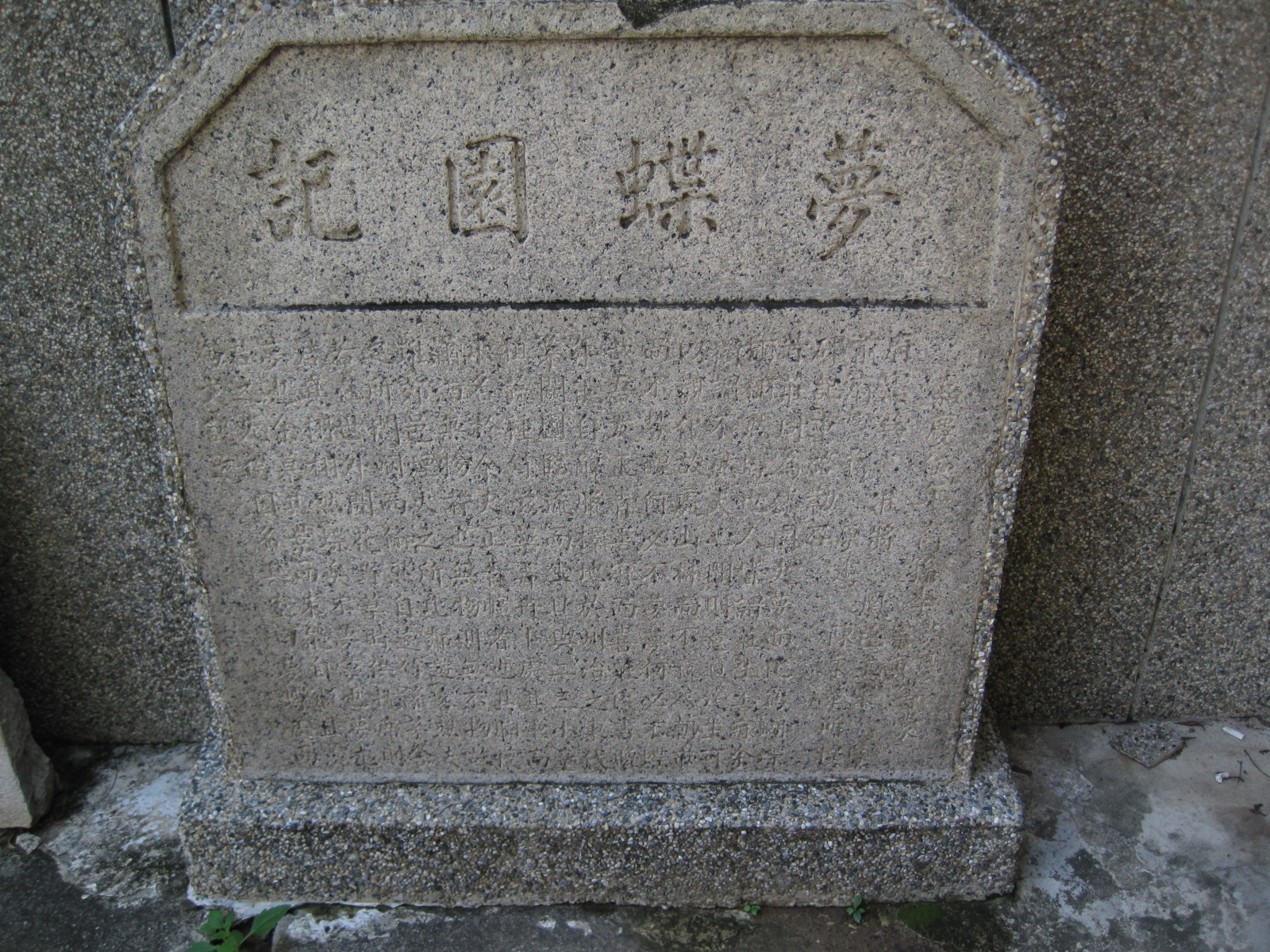
「夢蝶園記」碑

明永曆二十九年（1675年），李茂春逝世。在那之後，他平日往來的僧友將其故居改建為「準提庵」，為今臺南法華寺之前身。
而在臺灣日治時期的昭和十七年（1942年），因日人闢建臺南機場，而李茂春之墓正好在預定地中，故遭到拆毀。其遺骨由臺南法華寺僧人拾回，安放在寺左的靈骨塔中。